# Незаработанная премия
Незаработанная премия — сумма страховой премии, остающаяся после вычитания суммы  заработанной страховой премии из суммы подписанной премии. С точки зрения учета и финансов страховщика признается его обязательствами (в бухучете учитывается как кредиторская задолженность). Эта доля страховой премии относится на неоконченную часть периода ответственности по действующим страховым полисам или договорам страховщика или перестраховщика, отраженную в их отчетности на определенный момент времени.
Страховая защита еще не действовала по отношению к неоконченному периоду времени, следовательно страховщик еще не заработал данную часть страховой премии. Следовательно, незаработанная премия представляет собой часть страховой премии по принятым страхованиям, которая относится к периоду страхования, который еще не истек или не был использован, но страховая премия за этот период была оплачена. Таким образом, в случае годовой суммы страховой премии, в конце первого месяца полисного периода 11/12 от суммы премии являются незаработанной частью премии.